# Nieuwe Turkse lira
De nieuwe Turkse lira (Yeni Türk Lirası), afgekort YTL (spreek uit "yètèlè"), was de munteenheid van Turkije van 1 januari 2005 tot en met 31 december 2008. Een nieuwe lira is gelijk aan 1 miljoen oude Turkse lira, en wordt verdeeld in 100 kuruş. De oude lira bleef geldig tot het einde van 2005. Ook in de Turkse Republiek Noord-Cyprus wordt de valuta gebruikt. Met ingang van 1 januari 2009 heeft de Turkse regering het voorvoegsel "nieuwe" laten vervallen, zodat de munt nu weer Turkse lira heet.
Vergelijkbaar met hoe het in Frankrijk na invoering van de nouveau Franc nog jarenlang gebruikelijk was (prijzen van onder andere auto's en onroerend goed doorgaans in miljoenen), worden tegenwoordig in Turkije in het dagelijks spraakgebruik hoge bedragen in het algemeen nog in miljarden genoemd. Zo kan bijvoorbeeld een tapijt bij navraag "iki milyar" (2 miljard) blijken te kosten: 2000 YTL.
De ISO-classificatie van de munt is TRY.

## Ontwerp
Op alle bankbiljetten en munten staan portretten van Kemal Atatürk gedurende verschillende momenten in zijn leven. Op de weerszijden van de biljetten staan historisch belangrijke plaatsen afgebeeld. De nieuwe biljetten zijn identieke kopieën van de oude maar dan zonder de nullen. Zo werd bijvoorbeeld het briefje van 10.000.000 TL 10 YTL. De nieuwe briefjes zijn ook duidelijk groter dan de oude.
Het muntstuk van 1 lira heeft een opmerkelijke gelijkenis met de munten van 2 euro: hetzelfde formaat, en een zilverkleurige rand om een bronskleurig hart. In 2008 voerde het zuidelijk deel van Cyprus de euro in als munteenheid. Sommigen voorspelden dat dit lastig zou worden en zou zorgen voor misverstanden. Nochtans wordt nu al in beide landen de euro naast de Turkse lira als officieus betaalmiddel aanvaard.

## Geschiedenis
Na de inflatie tijdens de jaren 1970 tot 1990 was de Turkse munteenheid bijna niets meer waard. Van 9 lira per dollar in de late jaren 1960 devalueerde de lira tot ongeveer 1,65 miljoen lira per dollar in 2001. Een van de belangrijkste redenen hiervoor waren de pogingen van achtereenvolgende regeringen om buitenlandse schulden af te betalen door grote hoeveelheden geld te drukken. Het drukken van dit geld had als gevolg dat de munteenheid devalueerde.
Eerste minister Recep Tayyip Erdoğan noemde het probleem een nationale schande. In december 2004 keurde het parlement een plan goed om 6 nullen te schrappen, en een nieuwe munteenheid te creëren.
Na de revaluatie van de oude lira was de Roemeense leu de valuta met de laagste waarde, maar die werd in juli 2005 gerevalueerd. Op 14 december 2005 was de Zimbabwaanse dollar de laagst gewaardeerde munteenheid ter wereld, en de Zuid-Koreaanse won de laagst gewaardeerde van de OESO-landen.
De uitgifte van valuta wordt geregeld door de centrale bank van Turkije. Op 1 januari 2005 werd er op alle uitgiftepunten begonnen met het enkel nog verstrekken van nieuwe lira's waardoor de munt geleidelijk in omloop kwam. Na een wisselperiode van één jaar was de oude lira geen wettig betaalmiddel meer maar zal nog wel bij de centrale bank ingewisseld kunnen worden.

## Munten
| Waarde | Gewicht (g) | Diameter (mm) | Hoogte (mm) | Metaal (%)                                         |
| ------ | ----------- | ------------- | ----------- | -------------------------------------------------- |
| 1 YKr  | 2,7         | 17            | 1,65        | Cu 70, Zn 30                                       |
| 5 YKr  | 2,95        | 17            | 1,7         | Cu 65, Ni 18, Zn 17                                |
| 10 YKr | 3,85        | 19,25         | 1,7         | Cu 65, Ni 18, Zn 17                                |
| 25 YKr | 5,3         | 21,5          | 1,9         | Cu 65, Ni 18, Zn 17                                |
| 50 YKr | 6,9         | 23,85         | 1,95        | Ring: Cu 81, Ni 4, Zn 15 Buik: Cu 75, Ni 15, Zn 10 |
| 1 YTL  | 8,3         | 26,15         | 1,95        | Ring: Cu 75, Ni 15, Zn 10 Buik: Cu 81, Ni 4, Zn 15 |

YKr = Yeni Kuruş

## Bankbiljetten
| Waarde  | Kleur          | Lengte (mm) | Breedte (mm) |
| ------- | -------------- | ----------- | ------------ |
| 1 YTL   | paars en blauw | 156         | 76           |
| 5 YTL   | bruin          | 162         | 76           |
| 10 YTL  | rood           | 162         | 76           |
| 20 YTL  | groen          | 162         | 76           |
| 50 YTL  | oranje         | 152         | 81           |
| 100 YTL | blauw          | 158         | 81           |

YTL = Yeni Türk Lirası